# Julio César Antonio Raffo
Julio César Antonio Raffo (Godoy Cruz, 1944 – ) es un jurista y filósofo argentino. Es considerado uno de los juristas más influyentes del fin del siglo XX en Argentina.

## Biografía
Estudió derecho en la Facultad de Derecho y Ciencias Sociales de la Universidad de Buenos Aires en 1971. Estuve bajo la influencia de Carlos Cossio y otros juristas de la Escuela Jurídica Argentina y de la teoría egológica del derecho.
Entre 1971 a 1974 fue profesor adjunto de Introducción del Derecho en la Universidad de Buenos Aires en la Cátedra Dr. José Vilanova.
Asociado con el peronismo fue abogado en la Inspección General de Justicia del Ministerio de Justicia de la Nación Argentina entre 1971 a 1976.
En 1973, con su influencia política y académica, Raffo ayudó a Carlos Cossio a volver a la docencia como profesor en la Universidad de Buenos Aires, sacándolo del ostracismo que los militares le habían colocado desde Aramburu.
Entre 1974 a 1975 Raffo fue profesor adjunto de Derecho Público y Administrativo, en la Facultad de Ciencias Económicas de la Universidad Nacional de Lomas de Zamora. En el mismo año de la designación se convierte en rector de la Universidad Nacional de Lomas de Zamora elegido por alumnos, docentes y exalumnos.
Raffo, como defensor de la democracia, fue reemplazado en 1975 y después del golpe de Estado de 24 de marzo de 1976 debió exiliarse desde junio de 1976 hasta enero de 1984.
Durante el exilio Raffo trabajó en Brasil como profesor en la Pontificia Universidad Católica de Río de Janeiro y como asesor de la Misión del Alto Comisionado de las Naciones Unidas para los Refugiados (ACNUR). Él fue fundador y activo militante del Comité de Solidaridad con las Madres de Plaza de Mayo y el Pueblo Argentino.
A la vuelta de su propio exilio en 1984 fue abogado del Servicio Paz y Justicia allá de Coordinador Ejecutivo del Centro de Estudios Legales y Sociales, donde empezó a trabajar en derechos humanos con Augusto Conte Mac Donell y Adolfo Pérez Esquivel, y otros abogados.
Fue legislador de la Legislatura de la Ciudad Autónoma de Buenos Aires por Proyecto Sur en el período de 2009 hasta 2013.

## Principales obras del autor

### Libros
- Introdução ao conhecimento jurídico. Río de Janeiro: Editorial Forense, 1982. (en portugués)
- Meditación del Exilio: Ensayo (Prólogo de Paulo Freire y Jorge Taiana). Buenos Aires: Editorial Nueva América, 1985.
- Introducción al Derecho (Coautor con E. Aftalión y J. Vilanova). Buenos Aires: Abeledo Perrot, 1989. (Otras ediciones: 1992, 1994, 1999; Ed. Lexis Nexis 2006, 2008).
- En Defensa de la Libertad de Expresión. El Caso Barcia (defensa del periodista Hugo Barcia en la querella seguida por Eduardo Menem). Buenos Aires, 1994.
- Ley de Cine Comentada (Prólogo de Agustín Gordillo). Buenos Aires: Cámara Argentina de la Industria Cinematográfica, 1995.
- Fundamento Económico de la Protección al Cine Nacional. Buenos Aires: Cámara Argentina de la Industria Cinematográfica, 1997.
- La Película Cinematográfica y el Video - Régimen legal. Buenos Aires: Abeledo Perrot, 1998.
- Derecho Autoral - Hacia un nuevo paradigma. Buenos Aires: Marcial Pons, 2011.

### Artículos académicos
- Las nulidades en la ley de sociedades. Revista La Información, Nro. 616. Bs. As., 1972.
- O Directo como reproduce do Poder. Revista Vozes, Rio de Janeiro, Ano 73, N.ro 10, 1978. (en colaboración con la Dra. Norma Werner).
- El concepto de sanción. Revista Jurídica La Ley, Nro. 997.  Bs. As., 1975.
- Conflicto jurídico y conflicto social. Revista Jurídica La Ley, XLII, N.ro 18, Bs. As, 1977.
- Estructura,  órganos y funciones en la actual situación institucional. Revista Jurídica La Ley, Bs. As 14-3-77 (en Colaboración con el Dr. J. Nuguer).
- La Lógica jurídica como lógica de la acción. Revista Jurídica la Ley, Nro. 201., 1977, Bs. As., 1977.
- Carlos Cossio, el iusilósofo de los nuevos horizontes. Revista Jurídica La Ley, Año XLIX Nro 1. Bs. As., 1983
- El régimen jurídico de las sociedades extranjeras. Revista Jurídica La Ley, Nro. 147.
- La “cuota de pantalla” y la “Media de continuidad”. El Derecho, Bs As., 1993.
- La película como obra resultante en la ley 11.723. Jurisprudencia Argentina, Nro. 5865, Bs As, 1994.
- Protección a la película nacional. Revista Jurídica La Ley, 1994.
- El Cine Nacional en el Proyecto de ley de Radiodifusión. ADF: Revista de la Asociación de Directores de Fotografía. Bs. As., 2001.
- El Espectro y Espacio Radioeléctrico: Su concepto y su carácter de Bien Público del Estado. RTA, 2001.

### Obra artística
Fue director del largometraje documental Caseros, en la cárcel sobre la  dictadura cívico-militar argentina, que se estrenó comercialmente en 2006.